# Jens Lehmann
 Der er flere personer med dette navn, se Jens Lehmann (flertydig).
Jens Lehmann (født 10. november 1969 i Essen) er en  tidligere tysk fodboldmålmand, der bl.a. spillede for Arsenal. Lehmann har desuden spillet for Schalke 04, A.C. Milan, Borussia Dortmund, Arsenal og VfB Stuttgart. Han spillede 61 landskampe for det tyske landshold.